# Double incrimination
La notion de double-incrimination, en droit français, est une notion de droit pénal classique. En droit pénal international, pour que les juridictions françaises soient compétentes pour un délit commis à l'étranger par un Français, ce délit doit également être répréhensible sur le territoire de l'autre Etat.
La clause de double incrimination (double jeopardy, en anglais) du Cinquième Amendement de la Constitution des États-unis prévoit qu'« une personne ne peut être condamnée deux fois pour la même infraction ». Les quatre domaines inclus dans cette réserve concernent :
- un nouveau procès après un acquittement
- un nouveau procès après condamnation
- un nouveau procès après certains vices de formes
- les peines multiples